# Turkovići (kanton bośniacko-podriński)
Turkovići – wieś w Bośni i Hercegowinie, w Federacji Bośni i Hercegowiny, w kantonie bośniacko-podrińskim, w gminie Pale-Prača. W 2013 roku liczyła 169 mieszkańców, z czego większość stanowili Boszniacy.